# Dom Przyrodnika im. E. i St. Forysiów w Bielsku-Białej
Dom Przyrodnika im. E. i St. Forysiów w Bielsku-Białej – prywatne muzeum przyrodnicze znajdujące się w Bielsku-Białej, przy ul. W. Bogusławskiego.
Stała wystawa prezentuje ponad 20 tys. egzemplarzy krajowych i zagranicznych motyli i chrząszczy, należących do ok. 1200 gatunków. Jest to jedna z największych kolekcji entomologicznych w Polsce. Ekspozycja obejmuje również około 450 wypreparowanych ssaków i ptaków (wraz z gniazdami i jajami).
Dodatkową atrakcją jest możliwość zobaczenia na terenie muzeum żywych zwierząt: saren, kóz, królików, zajęcy, szynszyli i ptaków (bażant, myszołów, pustułka, papugi).
Obecnie placówka nie funkcjonuje.